# セルゲイ・ジンジラク
セルゲイ・ジンジラク（Sergiy Dzindziruk、1976年3月1日 - ）は、ウクライナの男子プロボクサー。元WBO世界スーパーウェルター級王者。1996年のアトランタオリンピックのウクライナ代表。「Razor（カミソリ）」の異名を持つ。

## 来歴
1976年にウクライナで生まれ、アマチュアボクシングでキャリアを積んだ。1997年にはワールドアマチュアボクシングの銀メダルを獲得した。
1999年1月22日にプロデビュー。その後、ポーランドやイギリスで試合を重ね、2003年5月10日には空位のWBOインターコンチネンタルスーパーウェルター級王座を獲得した。
2004年7月17日にはEBUスーパーウェルター級王座を獲得。同王座を2度防衛。
2005年12月3日にWBO世界スーパーウェルター級ダニエル・サントスを12回3-0（3者とも115-112）の判定勝ちで破り王座獲得に獲得した。
2008年4月26日、ルーカス・コネチを12回2-0（115-113、114-114、118-110）の判定勝ちで4度目の防衛に成功した。
2010年5月14日、ダニエル・ドーソンと対戦し、10回2分12秒TKO勝ちを収め6度目の防衛に成功した。
2011年3月12日、セルヒオ・マルチネスとWBC世界ミドル級ダイヤモンド王座決定戦を行い、プロ初黒星となる8回1分43秒TKO負けを喫し王座獲得に失敗した。
2011年10月5日、ジンジラクが7度目の防衛戦を組もうとしない為、WBOから王座を剥奪された。
2013年1月25日、NABO北米ミドル級王者のブライアン・ベラと対戦し、10回1分50秒TKO負けを喫し、王座獲得に失敗した。

## 獲得タイトル
- WBOインターコンチネンタルスーパーウェルター級王座
- EBUスーパーウェルター級王座
- WBO世界スーパーウェルター級王座